# Inosin
Inosin är en nukleosid som bildas när hypoxantin är fäst vid en ribosring (även känd som en ribofuranos) via en β-N 9-glykosidbindning. Det upptäcktes 1965 i analys av RNA-transferas. Inosin är vanligt förekommande i tRNA och är viktigt för korrekt översättning av den genetiska koden i wobble baspar.

Wobble baspar för inosin och guanin

Kunskap om inosinmetabolism har lett till framsteg inom immunterapi under de senaste decennierna. Inosinmonofosfat oxideras av enzymet inosinmonofosfatdehydrogenas, vilket ger xantosinmonofosfat, en viktig föregångare i purinmetabolismen. Mykofenolatmofetil är ett antimetabolit, antiproliferativt läkemedel som fungerar som en hämmare av inosinmonofosfatdehydrogenas. Det används vid behandling av en mängd olika autoimmuna sjukdomar såsom granulomatos med polyangit eftersom upptaget av purin genom att aktivt dela B-celler kan överstiga 8 gånger det för normala kroppsceller, och därför är denna uppsättning vita celler (som inte kan driva purinräddningsvägar) selektivt riktad mot purinbristen som härrör från inosinmonofosfatdehydrogenas (IMD) hämning.
Det används också som livsmedelstillsats. 

## Reaktioner
Adenin omvandlas till adenosin eller inosinmonofosfat (IMP), som i sin tur omvandlas till inosin (I), som parar sig med adenin (A), cytosin (C) och uracil (U).
Purinnukleosidfosforylas intrakonverterar inosin och hypoxantin.
Inosin är också en mellanprodukt i en kedja av purinnukleotidreaktioner som krävs för muskelrörelser.

## Klinisk betydelse
På 1970-talet användes inosin av idrottare i österlandet i ett försök att förbättra prestanda. Efterföljande studier på människor tyder på att inosintillskott inte har någon effekt på prestationsförmågan. Djurstudier har antytt att inosin har nervskyddande egenskaper. Det har också föreslagits som behandling av ryggmärgsskada och för behandling efter stroke, eftersom observation tyder på att inosin inducerar axonal omkoppling.
Efter intag metaboliseras inosin till urinsyra, vilket har antagits vara en naturlig antioxidant och peroxynitritavskiljare med potentiella fördelar för patienter med multipel skleros (MS). År 2003 inleddes en studie vid University of Pennsylvania MS Center för att avgöra om höjning av nivåerna av urinsyra genom intag av inosin skulle bromsa utvecklingen av MS. Studien slutfördes 2006 men resultaten rapporterades inte till NIH. En efterföljande publikation antydde potentiella fördelar men urvalets storlek (16 patienter) var för liten för en definitiv slutsats. Dessutom var biverkningen av behandlingen utvecklingen av njursten hos fyra av 16 patienter.
Med fas II-studier för Parkinsons sjukdom avslutade kommer inosin att fortsätta till fas III-studier. Tidigare studier föreslog att patienter med de högsta serumuratnivåerna hade långsammare progression av Parkinsons symtom. Studien använder inosin för att höja uratnivåerna hos dem med nivåer som är lägre än befolkningens medelvärde (6 mg/dl).
Alseres Pharmaceuticals (som hette Boston Life Sciences när patent beviljades) patenterade användningen av inosin för att behandla stroke och undersökte läkemedlet i MS-miljön.
I det anatomiska terapeutiska kemiska klassificeringssystemet klassificeras inosin som ett antiviralt medel.

## Biologiska egenskaper
Vid utformning av primers för polymeraskedjereaktion är inosin användbar genom att den kan para ihop med vilken naturlig bas som helst. Detta möjliggör design av primers som spänner över en en-nukleotidpolymorfism, utan att polymorfismen stör primerns glödgningseffektivitet.
Inosinpar företrädesvis med cytosin (C) och dess introduktion till RNA, till exempel genom verkan av ADAR, destabiliserar därmed dubbelsträngat RNA genom att ändra AU-baspar till IE-felmatchningar.